# Kvarntjärnen (Hackås socken, Jämtland, 697540-144269)
Kvarntjärnen är en sjö i Bergs kommun i Jämtland och ingår i Indalsälvens huvudavrinningsområde.